# Japanese Breakfast
Japanese Breakfast is de indie-rockband van de Koreaans-Amerikaanse muzikant Michelle Zauner (geboren in maart 1989 in Seoel, Zuid-Korea). In 2021 publiceerde ze het autobiografische boek Crying in H Mart: A Memoir. Japanese Breakfast brak internationaal door met het album Jubilee.

## Geschiedenis
Michelle Zauner werd geboren in de Zuid-Koreaanse hoofdstad Seoel, maar groeide van jongs af aan op in Eugene, Oregon. In 2011 werd haar eerste serieuze band gevormd, Little Big League, die een platencontract aanging en een EP en twee albums uitbracht. Ze werd geïnspireerd door Karen O van Yeah Yeah Yeahs, in wie ze voor het eerst een rolmodel zag met dezelfde dubbele identiteit als zij.
In 2013 kreeg haar moeder kanker en tijdens de pauze die ze nam van de band om voor haar moeder te zorgen schreef ze in haar geboortehuis haar eigen liedjes die ze op cassette uitbracht. Na de dood van haar moeder bracht ze deze songs uit op Japanese Breakfast's eerste album Psychopomp, bij Yellow K Records. De songteksten op Psychopomp gaan over haar verlies en haar zoektocht naar identiteit.
Het tweede album van Japanese Breakfast, Soft Sounds from Another Planet, werd in juli 2017 uitgebracht bij platenlabel Dead Oceans. Het album kreeg veel positieve recensies en bereikte de top 10 op de Heatseekers-hitlijst. Daarna werkte Zauner aan het volgende album, Jubilee, geproduceerd door Alex G, dat in 2019 klaar was.
Door het uitbreken van de coronapandemie werd het uitbrengen van het album echter uitgesteld. Zauner gebruikte de gedwongen pauze om een autobiografisch boek te schrijven, Crying in H Mart: A Memoir, over de relatie met haar moeder en haar Koreaanse afkomst (H Mart is een Koreaans-Amerikaanse supermarktketen). Het boek werd gepubliceerd in 2021. Het bereikte nummer 2 op de non-fictie-bestsellerlijst van de New York Times.
Twee maanden later werd het album Jubilee uitgebracht. De muziek op dit album draagt vreugde uit na een periode van rouw. Bij de Grammy Awards 2022 werd het album genomineerd in de categorie 'Best Alternative Music Album' en zijzelf werd genomineerd in de categorie 'Best New Artist'.

## Bezetting
- Michelle Zauner - Zang, gitaar
- Peter Bradley - gitaar
- Craig Hendrix - drums
- Deven Craige - bas

## Discografie
- Psychopomp (2016)
- Soft Sounds from Another Planet (2017)
- Jubilee (2021)
- Sable (Computerspel soundtrack, 2021)